# Мизикевич Павло Петрович
Павло́ Петро́вич Мизике́вич (рос. Павел Петрович Мизикевич; нар. 1886 — пом. серпень 1919, Херсонська губернія, Українська СРР) — один з організаторів Червоної гвардії в Одесі.

## Життєпис
Павло Петрович Мизикевич народився 1886 року. Працював робітником на Одеських залізничних майстернях (ВО тяжкого кранобудування ім. Січневого повстання).
Брав активну участь у подіях 1905 року. В 1912—1919 роках жив на вулиці, яка за радянських часів названа була на його честь (вулиця Мизикевича) — встановлена меморіальна дошка на будинку № 27.
Разом з тим, збереглися свідчення, що в часі приходу кайзерівських військ у 1918 році співробітничав з ними.
Організовував в Одесі Червону гвардію. Червоний комендант Одеси. Один з призвідців червоного терору в Одесі: 
| “Моя цель истребить бандитизм и саботаж. Мы расстреливаем без стеснений и без стеснения говорим об этом“[1] |.
Загинув під Одесою під час придушення повстання німецьких колоністів проти радянської влади — повідомлення про загибель надійшло 6 серпня.